# Чаша

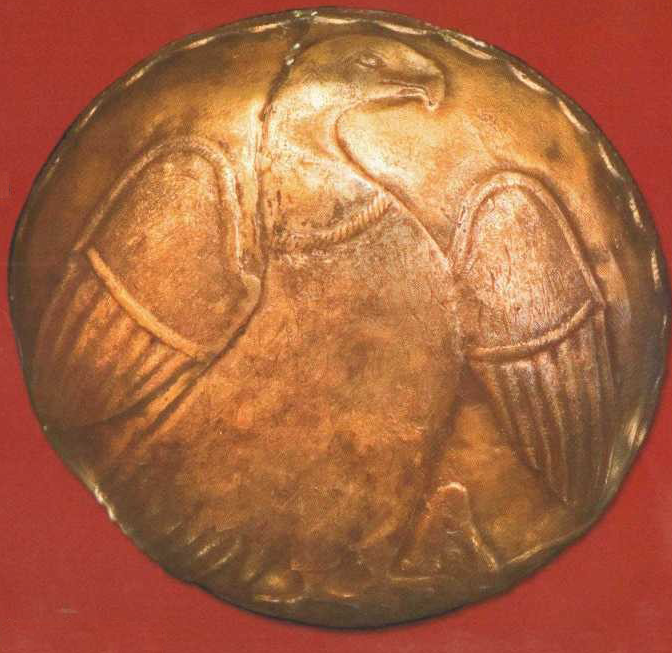
Чаша с изображением орла. Серебро с позолотой. V—VI века

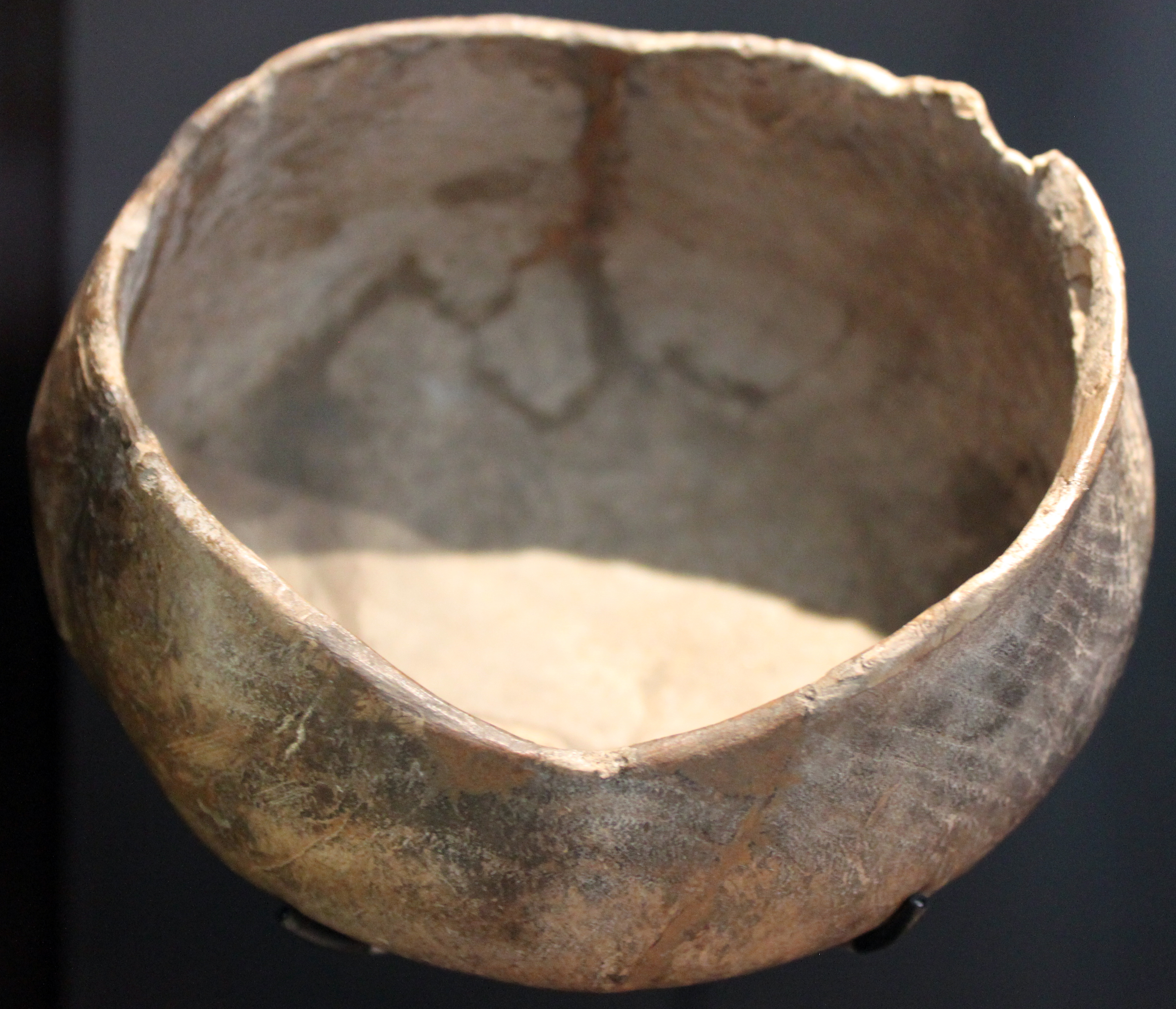
Деревянная чаша, 3700 г. до н. э., Равенсбург (район), из Вюртембергского музея, Германия

Ча́ша — сосуд круглой формы, характеризующийся широким верхом и узким низом. Чаша как правило не имеет ножки, тулово непосредственно соединено с подставкой. Чашевидные знаки являются частым сюжетом в доисторическом искусстве и встречаются в разных культурах в самых разных местах мира.
Чашу для питья небольшого объёма называют «чашкой». Чашку без ручки называют «пиалой». Чашу с длинной рукоятью называют «ковшом».
В золотодобывающей промышленности чаши использовали для разрыхления золотого песка и приведения мути в соприкосновение с ртутью.